# Jørgen Leschly Sørensen
Jørgen Leschly Sørensen (ur. 24 września 1922 w Lumby, zm. 21 lutego 1999  w Odense) – duński piłkarz. Reprezentant Danii, brązowy medalista Igrzysk Olimpijskich w 1948. W trakcie kariery piłkarskiej występował m.in. w Odense BK, Atalancie i A.C. Milan. Mistrz Włoch z rossoneri w sezonie 1954-1955.

## Kariera amatorska
Jørgen Leschly Sørensen urodził się w Lumby, ok. 8 km od Odense. Zaczął grać w piłkę w klubie z niższej ligi w rodzinnym mieście. W 1939 roku przeniósł się do Odense BK, gdzie zanotował debiut w seniorskiej piłce. Po II wojnie światowej duńskie ligi piłkarskie zostały przebudowane w wyniku czego drużyna Odense została zdegradowana do trzeciej klasy rozgrywkowej.
Kończąc swoją edukację Sørensen spędził rok w Kopenhadze i w trakcie tego pobytu chciał występować w stołecznym zespole AB. Trener drużyny Arne Kleven poinformował go, że ten nie będzie mógł liczyć na grę w pierwszym składzie. Chcąc przede wszystkim grać w piłkę Sørensen postanowił wybrać inny klub ze stolicy – B 93. Już w pierwszym sezonie został najlepszym strzelcem ligi z 16 golami na koncie, a drużyna B 93 zdobyła tytuł mistrzowski duńskiej pierwszej ligi 1945-46. 16 czerwca 1946 zadebiutował również w reprezentacji Danii w przegranym 1–2 meczu z Norwegią. Sørensen strzelił wtedy swojego premierowego gola w meczu międzynarodowym. W momencie, gdy wracał do Odense w 1946 roku, zespół znajdował się w drugiej lidze. Sørensen pomógł swojemu zespołowi z powrotem awansować do najwyższej klasy rozgrywkowej już w pierwszym roku. Został wybrany do duńskiej drużyny na Letnie Igrzyska Olimpijskie 1948, gdzie występował z późniejszymi gwiazdami europejskiej piłki Johnem Hansenem, Karlem Aage Præstem i Karlem Aage Hansenem. W turnieju zagrał jeden mecz i zdobył jedną bramkę. Dania zdobyła 3 miejsce pokonując 5-3 reprezentację Wielkiej Brytanii. Jeszcze przed podpisaniem profesjonalnego kontraktu z Atalantą, w sezonie 1948-49 został najlepszym strzelcem ligi z 16 golami na koncie. Jako profesjonalista nie miał już możliwości grać dla amatorskiej reprezentacji Danii. W okresie od czerwca 1946 do czerwca 1949 w barwach narodowych rozegrał 14 meczów i zdobył 8 bramek.

## Kariera zawodowa
W 1949 roku Sørensen wraz z kolegą z olimpijskiej drużyny Karlem Aage Hansenem dołączył do zespołu Atalanty BC z włoskiej Serie A. Transfer Leschly’ego nastąpił w wyniku polecenia go właśnie przez Hansena. Pierwszy występ Sørensena w drużynie Nerazzurri to mecz towarzyski z jego byłą drużyną Odense na Odense stadion. Leschly miał wprowadzić zespół na boisko, ale Karl Aage Hansen zatrzymał pozostałych graczy a były zawodnik Odense wyszedł na plac gry sam by otrzymać gromkie brawa od kibiców. Sørensen spędził cztery sezony w Atalancie strzelając 51 goli w 134 meczach. W czasie jego pobytu w Atalancie grali tam również jego rodacy Poul „Rassi” Rasmussen i Svend Jørgen Hansen. W 1953 przeniósł się do ligowego rywala A.C. Milan, w którym grał przez dwa sezony strzelając 28 goli w 64 meczach. Zdobył scudetto w sezonie 1954-55, zanim opuścił rossoneri w 1955 roku. Milan zaproponował mu przedłużenie kontraktu, ale Sørensen zdecydował się na powrót do Danii. W sierpniu tego samego roku został wybrany do europejskiej reprezentacji w meczu przeciwko drużynie Wielkiej Brytanii z okazji 75-lecia Związku Piłkarskiego Irlandii Północnej. Zadaniem Sørensena w tym meczu była neutralizacja poczynań ofensywnych angielskiego piłkarza Stanleya Matthewsa co się powiodło, ponieważ drużyna Europy wygrała 4-1.
Kiedy Sørensen wrócił do Danii w 1955 roku, on i inni byli piłkarze z profesjonalnymi kontraktami nie byli dopuszczani przez Duński Związek Piłki Nożnej do gry w krajowej lidze amatorów ze względu na ich status byłych profesjonalistów. Piłkarze zorganizowali szereg nieoficjalnych meczów, które cieszyły się dużą popularnością, skoncentrowanych wokół domu wakacyjnego Karla Aage Præsta w Liseleje. W 1958 roku DBU zezwolił na grę w lidze byłym profesjonalistom po okresie dwuletniej kwarantanny. Leschly będąc poza grą przez dłuższy okres mógł powrócić do rozgrywek już w tym roku. W trakcie zakazu trenował swój były klub Odense BK, a po jego zniesieniu występował w nim znów jako piłkarz. Grał tam aż do przejścia na sportową emeryturę w 1963 roku i ponownie został trenerem OB. Sorensen był członkiem komisji wybierającej zawodników do reprezentacji Danii w 1970 roku. Był jej członkiem dopóki nie została rozwiązana w 1979 roku, kiedy to jej obowiązki zostały w całości przekazane selekcjonerowi reprezentacji.

## Osiągnięcia

### Klubowe
- Mistrz Danii: 1945-46 z B 93
- Serie A: 1954-55 z Juventusem

### Reprezentacyjne
- Igrzyska Olimpijskie: III miejsce w 1948